# Bioparque Temaikèn
Temaikèn es un bioparque ubicado en Escobar, provincia de Buenos Aires, Argentina, a 50 kilómetros de la Ciudad Autónoma de Buenos Aires. Es propiedad de la Fundación Temaikèn, entidad sin fines de lucro fundada por Pérez companc.
Un bioparque es un lugar que combina los objetivos de los Jardines Botánicos, Zoológicos, Acuarios y Museos de Historia Natural y Antropología, donde los visitantes pueden entrar en contacto con la naturaleza, conocer numerosas especies de animales y plantas, y aprender acerca de la protección y preservación de las mismas.
Su nombre tiene un significado: la palabra temaikèn deriva de los vocablos tehuelches "tem" (tierra) y "aikèn" (vida), por eso bajo su nombre se escribe tierra de vida.

## Ubicación
Temaikèn es un bioparque de más de 34 ha que se encuentra ubicado al sur de la localidad de Belén de Escobar, provincia de Buenos Aires, Argentina, sobre la ruta provincial N.º 25 (Av. Sarmiento) y calle Miguel Cané, a 850 m de la intersección de dicha ruta provincial con la nacional N.º 9 (Panamericana Ramal Escobar)

## Particularidades

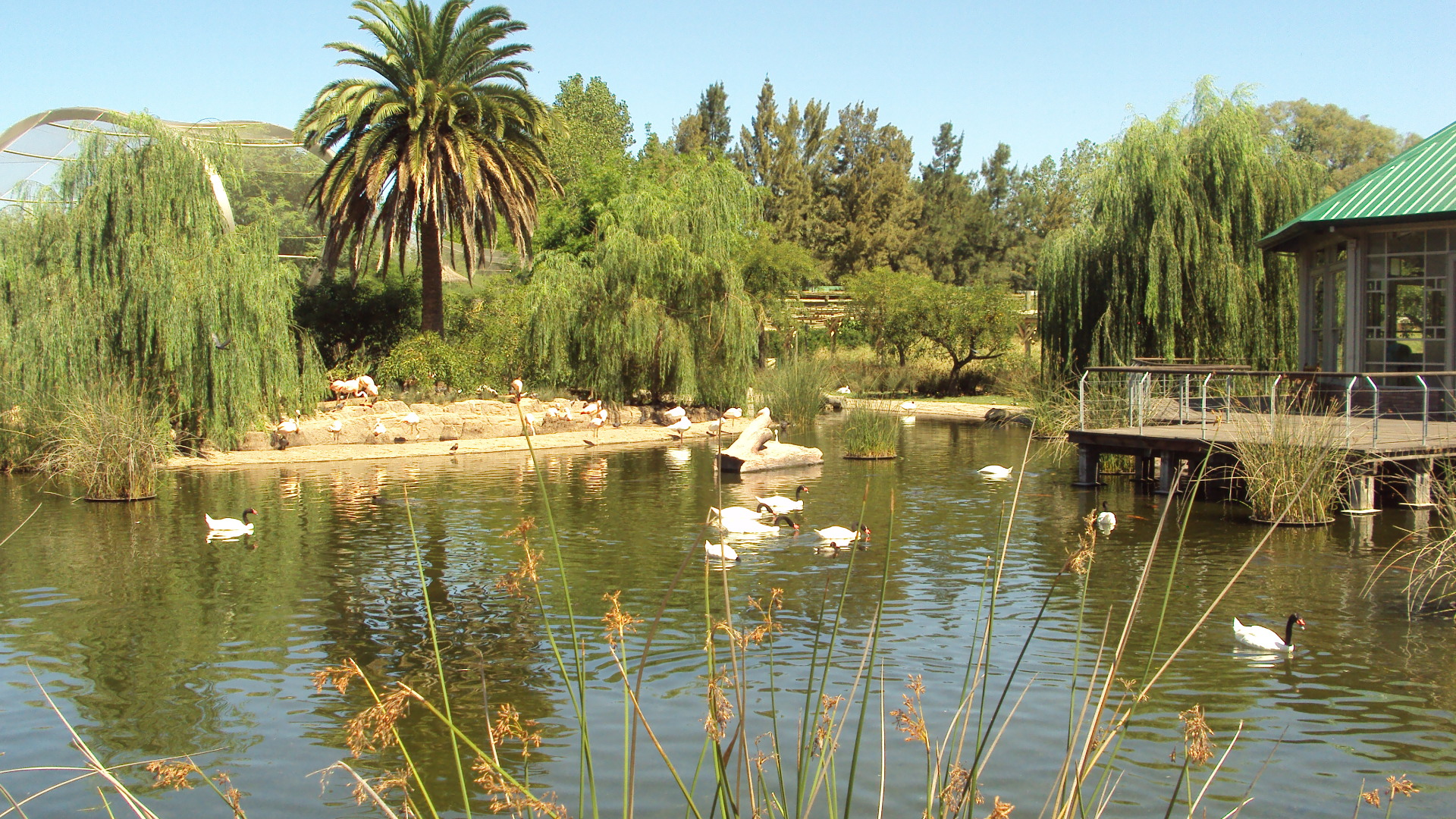
Interior de "El lugar de las aves", en Temaikèn.

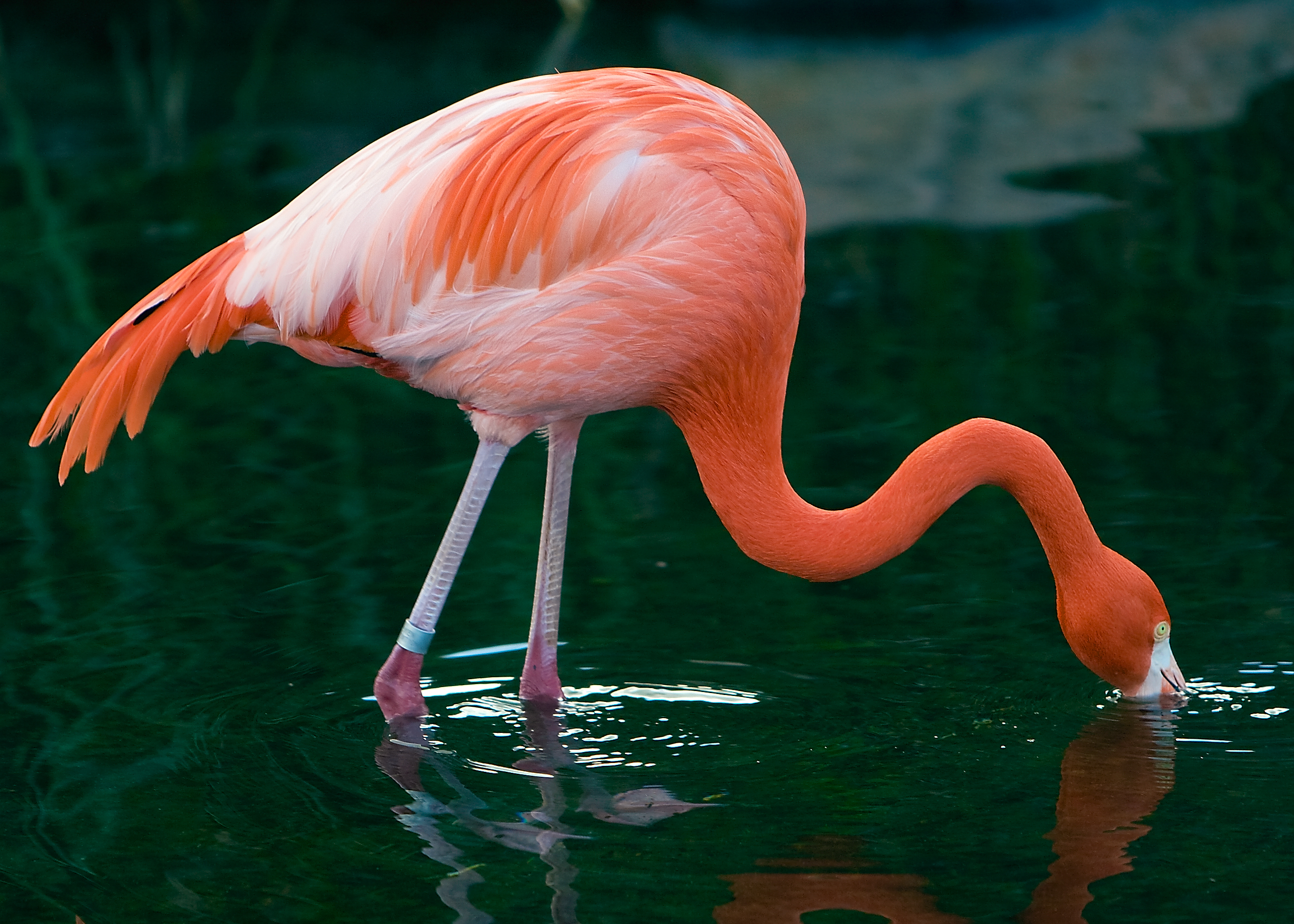
Flamenco rosado (Phoenicopterus) en Temaikèn.

El bioparque está dividido en cuatro grandes áreas: África, Asia, autóctonos y acuario.

### Autóctonos
La zona de autóctonos es una de las más importantes y busca mostrar la flora y fauna de la región. 
Está compuesta por dos áreas: una de fauna mesopotámica; con yacarés negros y overos, tapires, carpinchos, tortugas de laguna y un aguará guazú.  Y el área de fauna patagónica, que recrea los ambientes desde la cordillera de los Andes hasta la costa atlántica, a través de siete recintos: estepa patagónica, condorera, pumas, llanura patagónica, laguna patagónica, pudúes y Patagonia Subterránea, con toda la fauna cavícola.

### África
La zona africana alberga los recintos de flamencos, pelícanos, antílopes, suricatas y colobos, con hábitats alternativos de verano e invierno; tres islas de lémures, hipopótamos, chitas y cebra

### Asia
En la zona asiática viven los tigres, los murciélagos frugívoros con dos especies de Zorro volador: Liley y Vampirus, y las ardillas de prevost, entre otros.
También alberga walabíes.

### Acuario
El acuario es un ámbito que permite apreciar la vida bajo el agua, donde es posible conocer desde una poza de marea hasta la recreación de un río de la Mesopotamia. Terminando el recorrido se podrá observar la vida subacuática donde tiburones nadan a pocos centímetros de los visitantes, a través de ocho grandes paneles con un millón de litros de agua marina que otorgan una visión perimetral completa.

## Atracciones principales

### La chacra
Con animales domésticos característicos de nuestro campo, las familias pueden tener contacto directo con vacas Jersey, terneros, ovejas, cabras, gallinas y participar del ordeñe. 
Alimentar a los terneros, a las aves de granja, peinar e interactuar con las cabras y ovejas son alguna de las actividades. La Chacra cuenta además con una Huerta donde se puede conocer 28 variedades de vegetales: remolacha, cebolla, ajo, zapallo, zanahoria, tomate, perejil, papa y tomillo, entre otros. 
Este espacio busca difundir las principales características de estos animales y algunas curiosidades, como por ejemplo que las cabras fueron los primeros animales domesticados por el hombre. La historia hace referencia que en el año 8000 a. C., se las comenzó a criar para consumo de carne y leche.

### Centros interactivos
Temaikèn cuenta con tres Centros Interactivos de alta tecnología con la doble misión de despertar la curiosidad del visitante y de promover una acción directa para ayudar a preservar nuestro medio ambiente.
- Centro de Exploración Acuática: Dentro del Acuario, uno de los lugares más atractivos del Bioparque, se encuentra este novedoso centro interactivo. Agregamos tecnología de última generación para que tanto niños como adultos se sorprendan mientras juegan y aprenden sobre cómo cuidar el agua y sus habitantes.

- Patagonia Interactiva: Todo el esplendor de la Patagonia, uno de los lugares más remotos e inhóspitos, custodio de innumerables tesoros de la historia y de la humanidad, hogar actual de fauna y flora únicas en su tipo. Te esperamos para descubrir sus secretos.
- El Lugar de las Aves: El conocimiento sobre las aves, develando sus particularidades, misterios y su diversidad, a través de una tecnología de última generación.

### Acuario
Para los habitantes del agua, Temaikèn recreó un mundo a su medida. Consta de tres ambientes de la Argentina asociados al agua con sus especies características: La Poza de Marea, el Sector de Agua Dulce y el Océano. 
Cada uno de ellos cuenta con la temperatura y calidad del agua que cada especie necesita para vivir, la cual es analizada, filtrada y ozonizada constantemente.
- Poza de Marea: es un ambiente costero rocoso característico del sur argentino.
- Agua Dulce: representa un río típico de la Mesopotamia Argentina, mostrando sus costas y su diversidad de especies.
- Océano: conformado por un acuario circular que envuelve a los visitantes con más de 1 millón de litros de agua de mar, alberga diversas especies del fondo del Mar Argentino, entre ellas 9 ejemplares de tiburones.
- Habitantes sorprendentes: este sector fue inaugurado en 2012 e incorpora al acuario especies exóticas, es decir especies que no habitan el territorio argentino. Aquí se pueden encontrar peces provenientes del Amazonas, del Caribe y Oceanía.
- Centro de Exploración Acuática: este centro interactivo se encuentra dentro del acuario. Cuenta con pantallas táctiles con actividades de entretenimiento educativo, juegos con reconocimiento de movimiento, proyecciones audiovisuales y un simulador submarino.[2]

### El lugar de las aves. Más de 2500 aves de los 5 continentes
Un espacio especialmente diseñado por el estudio de arquitectura Hampton-Rivoira, donde el visitante se integra al entorno e interacciona directamente con las aves y sus costumbres, permitiendo una experiencia vivencial única con más de 2.500 ejemplares de todo el mundo.
Conformado por 5 aviarios que recrean los biomas de América, Oceanía, África y Eurasia, con más de 200 especies de aves y con una superficie de más de 3 has. Es el más grande de Sudamérica.

### Plaza de las sensaciones
Un sector para los más chicos, donde podrán recrear vivencias y sensaciones propias de algunos animales, comenzando desde una temprana edad a conocer, querer y respetar la fauna silvestre.

## Hospital escuela
Se desarrollan tareas médicas que requieran los animales alojados en el bioparque, así como tareas relacionadas con la recuperación de animales incautados por las Direcciones Nacional y Provinciales de Fauna.
Cuenta con las siguientes áreas: Consultorio, laboratorio de análisis clínicos, sala de rayos X para diagnósticos complementarios, quirófano, nursery para crianza artificial, en los caso en que sea necesaria, internación: dividida en aves, mamíferos y reptiles, ETC.

## Fauna

### Mamíferos
- Ardilla de Prevost (No se encuentra más)
- Aguará guazú
- Canguro rojo
- Ciervo de los pantanos (Actualmente no hay)
- Carpincho
- Cebra de Burchell
- Corzuela
- Guepardo o chita (No se encuentran más)
- Mono carayá
- Guanaco
- Gran kudú
- Hipopótamo
- Lémur rufo blanco y negro
- Lémur de cola anillada
- Lémur rufo rojo
- Mara patagónica
- Murciélago
- Órice
- Peludo
- Pudú
- Puma
- Suricata
- Tapir sudamericano
- Tigre de Bengala
- Ualabí de cuello rojo
- Vizcacha
- Zorrino patagónico

### Aves
- Águila mora
- Arasarí fajado
- Avestruz
- Barnacla cuelliroja
- Cacatúa blanca
- Casuario
- Cauquén cabeza gris
- Cauquén común
- Chajá
- Choique
- Cigüeña americana
- Cisne coscoroba
- Cisne de cuello negro
- Cisne mudo
- Cisne negro
- Cóndor andino
- Espátula africana
- Flamenco del Caribe
- Ganso chino
- Gaviota Cocinera
- Garza bruja
- Garza Mora
- Grulla damisela
- Guacamayo azul y amarillo
- Hornero
- Loro hablador
- Ñandú
- Gura victoria
- Pato capuchino
- Pato mandarín
- Pelícano común
- Perdiz colorada
- Secretario
- Sirirí pampa
- Tarro sudafricano
- Tero común
- Tero real
- Tucán común
- Tucán pico iris
- Pintada Vulturina
- Yaco

### Reptiles
- Aligátor americano
- Tortuga de laguna
- Tortuga leopardo
- Yacaré negro
- Yacaré overo

### Peces
- Chucho
- Escalandrún
- Medusas
- Peces amazónicos
- Pez payaso
- tiburón vaca
- Tiburón gatopardo